# 袋津 (新潟市)
袋津（ふくろづ）は、新潟県新潟市江南区の町字。現行行政地名は袋津一丁目から袋津六丁目と大字袋津。住居表示は一丁目から六丁目が実施済み区域、大字が未実施区域。郵便番号は950-0131。

## 概要
1889年（明治22年）から現在の大字。及び1971年（昭和46年）から現在の町名。信濃川水系小阿賀野川下流域右岸、亀田排水路右岸に位置する。
もとは1883年（明治16年）から1889年（明治22年）まであった袋津村の区域の一部で、地名の由来は太古袋のような地形の湾に港があったことによる。

### 隣接する町字
北から東回り順に、以下の町字と隣接する。
- 砂崩
- 横越
- 横越川根町
- 曙町
- 砂岡

## 歴史
1883年（明治16年）に横越村から分村して成立。1612年（慶長17年）の記録に村名があるが、1678年（延宝6年）の検地で横越村に編入されたといわれる。

### 分立した町字
1889年（明治22年）以後に、以下の町字が分立。
亀田水道町（かめだすいどうちょう）
1971年（昭和46年）に分立した町字。
砂岡（すなおか）
1971年（昭和46年）に分立した町字。
三條岡（さんじょうおか）
2006年（平成18年）7月29日に分立した町字。

### 年表
- 1883年（明治16年） : 横越村から分村して成立。
- 1889年（明治22年）4月1日 : 合併により袋津村の大字となる。
- 1901年（明治34年）11月1日 : 合併により亀田町の大字となる。
- 2005年（平成17年）3月21日 : 合併により新潟市の大字となる。
- 2007年（平成19年）4月1日 : 新潟市の政令指定都市移行により、江南区の大字となる。

## 世帯数と人口
2018年（平成30年）1月31日現在の世帯数と人口は以下の通りである。
| 大字・丁目       | 世帯数  | 人口    |
| ---------------- | ------- | ------- |
| 袋津・袋津一丁目 | 77世帯  | 218人   |
| 袋津二丁目       | 69世帯  | 165人   |
| 袋津三丁目       | 82世帯  | 214人   |
| 袋津四丁目       | 91世帯  | 247人   |
| 袋津五丁目       | 66世帯  | 175人   |
| 袋津六丁目       | 123世帯 | 321人   |
| 計               | 508世帯 | 1,340人 |

## 小・中学校の学区
市立小・中学校に通う場合、学区は以下の通りとなる。
| 大字・丁目 | 番地 | 小学校               | 中学校             |
| ---------- | ---- | -------------------- | ------------------ |
| 袋津       | 全域 | 新潟市立亀田東小学校 | 新潟市立亀田中学校 |
| 袋津一丁目 | 全域 | 新潟市立亀田東小学校 | 新潟市立亀田中学校 |
| 袋津二丁目 | 全域 | 新潟市立亀田東小学校 | 新潟市立亀田中学校 |
| 袋津三丁目 | 全域 | 新潟市立亀田東小学校 | 新潟市立亀田中学校 |
| 袋津四丁目 | 全域 | 新潟市立亀田東小学校 | 新潟市立亀田中学校 |
| 袋津五丁目 | 全域 | 新潟市立亀田東小学校 | 新潟市立亀田中学校 |
| 袋津六丁目 | 全域 | 新潟市立亀田東小学校 | 新潟市立亀田中学校 |

## 主な企業・施設
- 亀田袋津郵便局